# Fimbristylis arnottiana
Fimbristylis arnottiana är en halvgräsart som beskrevs av Johann Otto Boeckeler. Fimbristylis arnottiana ingår i släktet Fimbristylis och familjen halvgräs. Inga underarter finns listade i Catalogue of Life.